# أيريساغريغ
أيريساغريغ هي مدينة سومرية قديمة في جنوب العراق، تقع المدينة على نهر دجلة ويعود تاريخها إلى 4000 عام، وظلت المدينة لغزا لفترة طويلة، ثم بدأ العلماء في محاولة الكشف عن تفاصيل هذه المدينة المفقودة منذ عام 2003 لكنهم استطاعوا مؤخرا في 2018 فك بعض الكتابات المسمارية المدونة على ألواح طينية أرسلت إلى مدينة نيويورك وصادرتها دائرة الجمارك الأميركية هناك.

## نبذة
بينت الأبحاث أن المدينة ازدهرت خلال فترة حكم الأسرة الثالثة لمدينة أور (2100-2000 ق.م) والسلالة البابلية الأولى (2000-1600 ق.م). ووجد فيها ألواح مسمارية عبارة عن وثائق ومراسلات إدارية وقانونية تشبه الرسائل الإلكترونية اليوم، بالإضافة إلى بعض التعاويذ الدينية التي تعود لـ 2500 ق.م.
بعض الألواح التي تمت ترجمتها كانت تباع في مواقع التسوق الإلكترونية كـ eBay وسعى بعض العلماء لاقتنائها وإنقاذها.